# رونيل بيير غابرييل
رونيل جوليان بيير غابرييل (ولد في 13 يونيو 1998) هو لاعب كرة قدم فرنسي محترف يلعب كمدافع لنادي ماينز 05 الذي يتنافس في البوندسليجا . 

## المسيرة الكروية
بيير غابرييل هو لاعب شاب بدأ مسيرته في نادي سانت اتيان. ظهر لأول مرة في الدوري الفرنسي في 29 نوفمبر 2015 ضد نادي غانغون. بدأ في التشكيلة الأساسية، قبل أن يتم استبداله بعد 61 دقيقة بيير يفيس بولومات. 

## الإحصائيات

### النادي
آخر تحديث 4 December 2018.
| النادي          | الموسم          | الدوري                       | الدوري  | الدوري  | كوب     | كوب     | كأس الدوري | كأس الدوري | أوروبا  | أوروبا  | آخر     | آخر     | مجموع   | مجموع   |
| النادي          | الموسم          | قطاع                         | تطبيقات | الأهداف | تطبيقات | الأهداف | تطبيقات    | الأهداف    | تطبيقات | الأهداف | تطبيقات | الأهداف | تطبيقات | الأهداف |
| --------------- | --------------- | ---------------------------- | ------- | ------- | ------- | ------- | ---------- | ---------- | ------- | ------- | ------- | ------- | ------- | ------- |
| سانت اتيان      | 2015–16         | الدوري الفرنسي الدرجة الأولى | 5       | 0       | 2       | 0       | 1          | 0          | 0       | 0       | -       | -       | 8       | 0       |
| سانت اتيان      | 2016–17         | الدوري الفرنسي الدرجة الأولى | 14      | 0       | 0       | 0       | 0          | 0          | 0       | 0       | -       | -       | 14      | 0       |
| سانت اتيان      | 2017-18         | الدوري الفرنسي الدرجة الأولى | 16      | 0       | 1       | 0       | 0          | 0          | -       | -       | -       | -       | 17      | 0       |
| سانت اتيان      | المجموع الوظيفي | المجموع الوظيفي              | 35      | 0       | 3       | 0       | 1          | 0          | 0       | 0       | 0       | 0       | 39      | 0       |
| موناكو          | 2018–19         | الدوري الفرنسي الدرجة الأولى | 4       | 0       | 0       | 0       | 0          | 0          | 0       | 0       | 0       | 0       | 4       | 0       |
| المجموع الوظيفي | المجموع الوظيفي | المجموع الوظيفي              | 39      | 0       | 3       | 0       | 1          | 0          | 0       | 0       | 0       | 0       | 43      | 0       |

## روابط خارجية
- رونيل بيير غابرييل على موقع قاعدة بيانات كرة القدم.إي يو (الإنجليزية)
- رونيل بيير غابرييل على موقع ليكيب (الفرنسية)
- رونيل بيير غابرييل على موقع Soccerway.com (الإنجليزية)
- رونيل بيير غابرييل على موقع عالم كرة القدم.نت (الإنجليزية)
- رونيل بيير غابرييل على موقع AS.com (الإسبانية)
- Ronaël Pierre-Gabriel
- لمحة عن سانت اتيان[وصلة مكسورة]